# Trnava (regio)
De Regio Trnava  is een bestuurlijke regio van Slowakije bestaande uit zeven okresy (districten). De hoofdstad is Trnava.

## Districten
| - Dunajská Streda - Galanta - Hlohovec - Piešťany - Senica - Skalica - Trnava |

Banská Bystrica · Bratislava · Košice · Nitra · Prešov · Trenčín · Trnava · Žilina
(Lijst van vlaggen van Slowaakse regio's)